# New York, Ucraina
New York, Niu-Iork sau Niu-York (în ucraineană Нью-Йорк, transliterat: Niu-Iork) este o așezare de tip urban din comunitatea urbană Toretskaia din raionul Bahmut din regiunea Donețk din Ucraina.
Se află la o altitudine de 106 m deasupra nivelului mării. Populația este de 10.227 locuitori, determinată în 2019.

## Istorie
Orașul a fost fondat în 1846 de menoniți invitați în Imperiul Rus de Ecaterina a II-a a Rusiei.

## Demografie
Limba maternă la recensământul ucrainean din 2001:
- rusă 65,74%
- ucraineană 33,95%
- belarusă 0,12%
- armeană 0,03%
- germană și poloneză 0,02%
- română 0,01%